# Ulaschaniwka (Schepetiwka)
Ulaschaniwka (ukrainisch Улашанівка; russisch Улашановка Ulaschanowka, polnisch Ułaszanówka) ist ein Dorf im Norden der ukrainischen Oblast Chmelnyzkyj mit etwa 1360 Einwohnern (2018) und einer Fläche von 2,96 km².

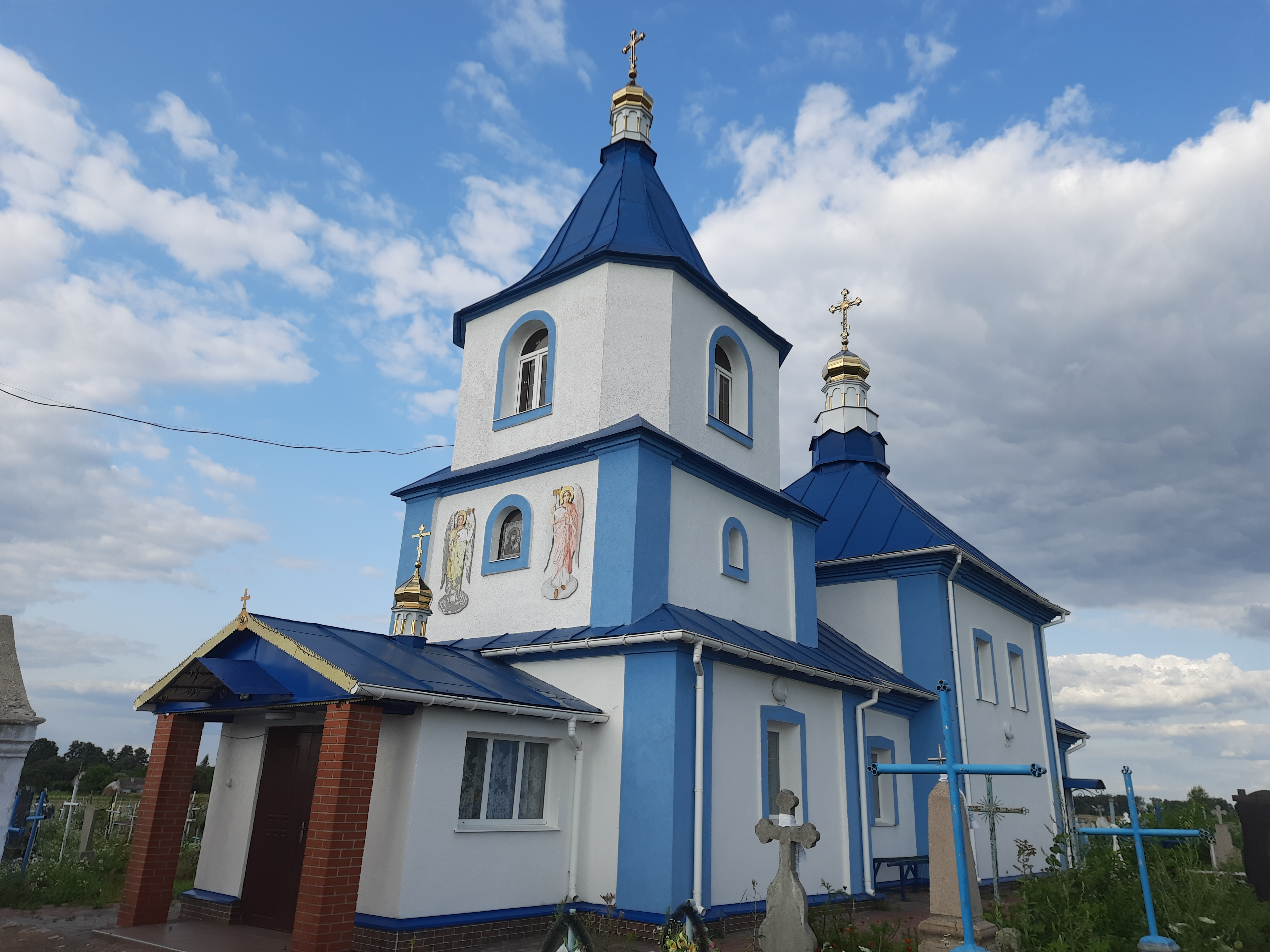
Kirche im Ort

Das erstmals 1602 schriftlich erwähnte Dorf hieß bis 1966 Baranyje-Ulaschaniwka (Бараниє-Улашанівка).
Die Ortschaft liegt auf einer Höhe von 216 m am Ufer des Hnylyj Riw (Гнилий Рів), einem 20 km langen, rechten Nebenfluss des Horyn, 5 km nördlich vom ehemaligen Rajonzentrum Slawuta und 120 km nördlich vom Oblastzentrum Chmelnyzkyj.
Östlich vom Dorf verläuft die Territorialstraße T–18–04.

## Verwaltungsgliederung
Am 27. September 2018 wurde das Dorf zum Zentrum der neugegründeten Landgemeinde Ulaschaniwka (Улашанівська сільська громада/Ulaschaniwska silska hromada). Zu dieser zählten auch die 17 in der untenstehenden Tabelle aufgelisteten Dörfer, bis dahin bildete es zusammen mit den Dörfern Peremyschel und Watschiw die gleichnamige Landratsgemeinde Ulaschaniwka (Улашанівська сільська рада/Ulaschaniwska silska rada) im Zentrum des Rajons Slawuta.
Am 12. September 2019 kamen noch die Dörfer Chorowez, Huta und Paschuky zum Gemeindegebiet.
Am 17. Juli 2020 kam es im Zuge einer großen Rajonsreform zum Anschluss des Rajonsgebietes an den Rajon Schepetiwka.
Folgende Orte sind neben dem Hauptort Ulaschaniwka Teil der Gemeinde:
| Name                     | Name       | Name                       |
| ukrainisch transkribiert | ukrainisch | russisch                   |
| ------------------------ | ---------- | -------------------------- |
| Batschmaniwka            | Бачманівка | Бачмановка (Batschmanowka) |
| Chorowez                 | Хоровець   | Хоровец                    |
| Djatyliwka               | Дятилівка  | Дятиловка (Djatilowka)     |
| Hubelzi                  | Губельці   | Губельцы (Gubelzy)         |
| Huta                     | Гута       | Гута (Guta)                |
| Iwaniwka                 | Іванівка   | Ивановка (Iwanowka)        |
| Kamjanka                 | Кам’янка   | Каменка (Kamenka)          |
| Maratschiwka             | Марачівка  | Марачевка (Maratschewka)   |
| Mynkiwzi                 | Миньківці  | Миньковцы (Minkowzy)       |
| Nohatschiwka             | Ногачівка  | Ногачовка (Nogatschowka)   |
| Paschuky                 | Пашуки     | Пашуки (Paschuki)          |
| Peremyschel              | Перемишель | Перемышель (Peremischel)   |
| Pusyrky                  | Пузирки    | Пузырьки (Pusyrki)         |
| Romaniny                 | Романіни   | Романины (Romaniny)        |
| Schewtschenko            | Шевченко   | Шевченко                   |
| Schukiw                  | Жуків      | Жуков (Schukow)            |
| Taschky                  | Ташки      | Ташки (Taschki)            |
| Watschiw                 | Вачів      | Вачев (Watschew)           |
| Wolyzja                  | Волиця     | Волица (Woliza)            |
| Zwitocha                 | Цвітоха    | Цветоха (Zwetocha)         |